# リリー・シン
リリー・シン（Lilly Singh、Lilly Saini Singh、1988年9月26日 - ）は、カナダのユーチューバー、コメディアン、女優である。インターネット上ではIISuperwomanIIという名でも知られている。2017年にフォーブスの世界最高収入のユーチューバーとして掲載された。2017年よりユニセフ親善大使。

## 人物
1988年にカナダ・オンタリオ州スカボローで生まれる。両親はインド・パンジャーブ州ホーシヤールプル出身でシーク教徒として育てられる。2010年にトロントのヨーク大学を卒業後、オンタリオ州マーカムで両親と暮らしていたが、2015年12月に仕事のためロサンゼルスに移る。2019年にバイセクシャルであることを公表。
2010年に自分のYouTubeチャンネルを「IISuperwomanII」名で開始。子どもの頃からの「スーパーウーマンならなんでも出来る」という思いからつけたとしている。動画では頻繁にパンジャーブ文化や日常の出来事や愚痴などを風刺的に表現している 。現在では1,400万人のフォロワー、30億回の視聴を誇るチャンネルとなっている。

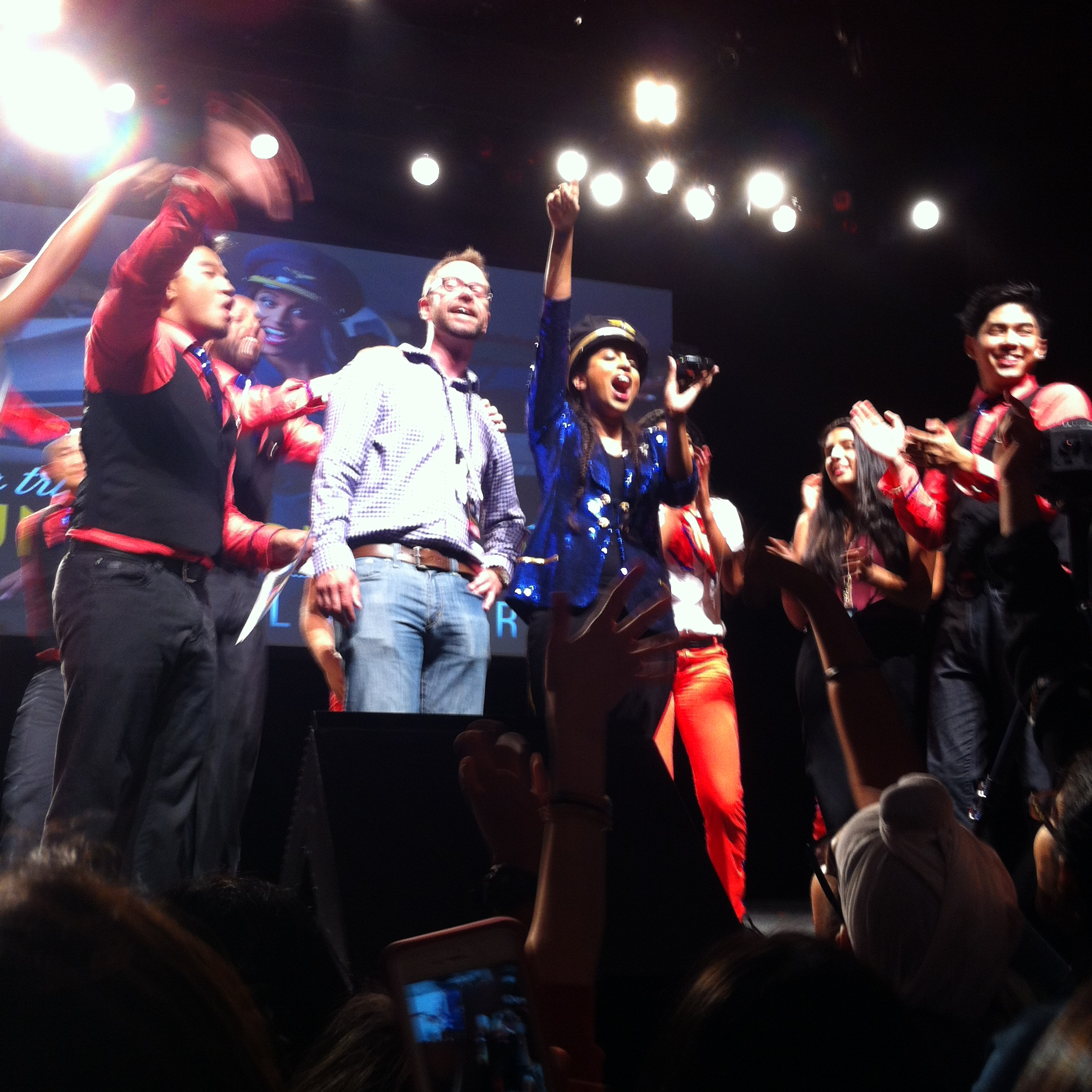
リリー・シン（IISuperwomanII）がワールド・ツアー「A Trip to Unicorn Island」でサンフランシスコの名門劇場「Warfield」にて公演する様子